# 포브레 가요
《포브레 가요》(스페인어: Pobre gallo)는 2016년 방영된 칠레의 텔레노벨라이다.